# Ям-Ижора
Ям-Ижо́ра (фин. Isoran Lopotti) — деревня в Тельмановском городском поселении Тосненского района Ленинградской области.

## История
Поселение в этих местах существовало со времён Древнего Новгорода и представляло собой центр Николо-Ижорского погоста Ореховского уезда.
Ижорская слобода или мыза Ижорская, была основана в 1712 году, называлась также Новою слободою на перспективной дороге. Слободу изначально населили подмосковными крестьянами, которые были причислены к имению князя Меншикова, а затем их причислили к Дворцовому правлению. При императоре Павле I поселение переименовали в слободу Ямщиков, а затем в московскую Ям-Ижору.
На картах Санкт-Петербургской губернии Я. Ф. Шмидта 1770 года и А. М. Вильбрехта 1792 года она упоминается как село Ижора.
В 1785 году слобода была приписана к Фёдоровскому посаду.
На «Топографической карте окрестностей Санкт-Петербурга» Военно-топографического депо Главного штаба 1817 года упоминается как село Ижора из 76 дворов.
В 1834 году, во время проезда императора Николая I, местные ямщики обратились к нему с просьбой о дозволении построить церковь, на что получили его согласие. Ямщики заготовили бутовую плиту, кирпич, известь и брёвна, наняли строителями по контракту трёх крестьян из Ярославской губернии и в 1837 году приступили к постройке храма. За строительством наблюдал архитектор Измайлов.
В 1838 году Ям-Ижора (тогда просто Ижора) представляла собой большую русскую ямскую слободу и ряд смежных с ней деревень ингерманландских ямщиков.

ИЖОРА — ямская слобода, принадлежит ведомству Санкт-Петербургского окружного управления. число жителей по ревизии: 303 м. п., 339 ж. п.

Ямщиков маймиской половины, принадлежат тому же ведомству:

СТАРАЯ МЫЗА — деревня, число жителей по ревизии: 94 м. п., 97 ж. п.

САМСОНОВКА — деревня, число жителей по ревизии: 65 м. п., 78 ж. п.

ПЕТРОВЩИНА — деревня, число жителей по ревизии: 40 м. п., 36 ж. п.

ТАСКОБЩИНА — деревня, число жителей по ревизии: 45 м. п., 35 ж. п.

ВОЙСКОРОВА — деревня, число жителей по ревизии: 46 м. п., 54 ж. п.

В ней деревянная Лютеранская кирка, называемая Ижорская.

КОТТЕЛЕВА — деревня, число жителей по ревизии: 24 м. п., 39 ж. п.

ПУТРОЛОВО — деревня, число жителей по ревизии: 49 м. п., 47 ж. п.

МОЛКОЛОВО — деревня, число жителей по ревизии: 25 м. п., 22 ж. п. (1838 год)

В 1841 году строительство церкви Святителя и Чудотворца Николая было закончено. Других поселений, кроме самой Ям-Ижоры, в приходе не было.
В 1847 году в селе открылась первая школа.

ИЖОРА — слобода Ведомства государственного имущества, по просёлочной дороге, число дворов — 98, число душ — 338 м. п. (1856 год)

В 1858 году в селе открылась православная часовня.

МОСКОВСКАЯ ИЖОРА — слобода казённая при реке Ижоре, число дворов — 122, число жителей: 414 м. п., 434 ж. п.

Церковь православная и в 1 версте часовня. Сельское училище. Ижорское волостное правление. Почтовая станция. Фабрик: пистонная 1 и спичечных 3. (1862 год)

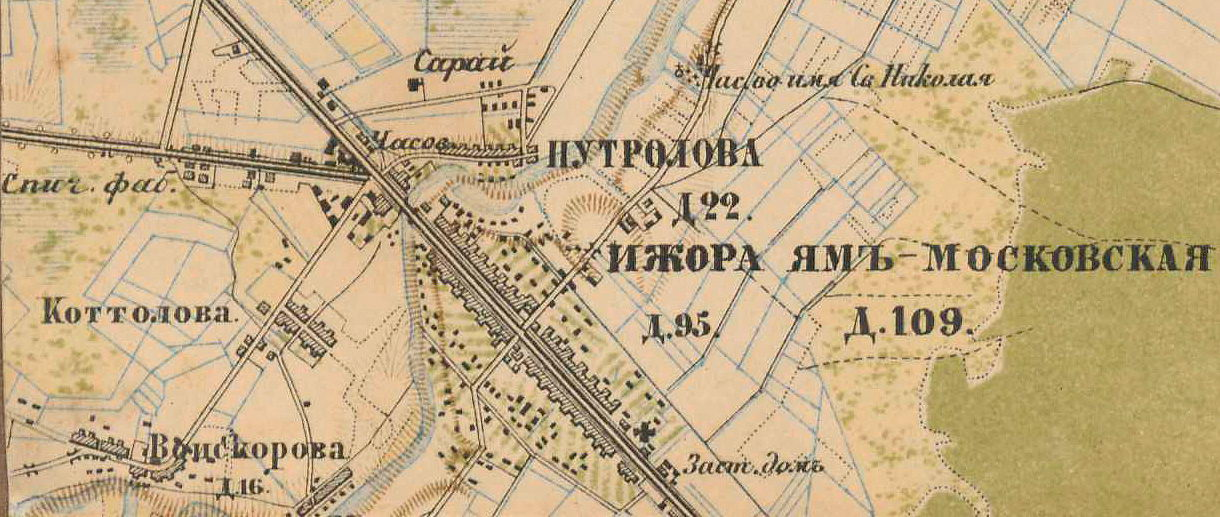
План слободы Ям-Ижора. 1885 год

Сборник Центрального статистического комитета описывал её так:

ИЖОРА (МОСКОВСКАЯ, ЯМ) — село бывшее владельческое при реке Ижоре, дворов — 114, жителей — 873; волостное правление (до уездного города 11 вёрст), церковь православная, часовня, школа, богадельня, 10 лавок, постоялый двор. В 1 версте — церковь лютеранская, школа, 3 спичечных завода.  В 4 верстах — писчебумажная фабрика. (1885 год)

В 1887 году на сельском кладбище была освящена каменная приписная церковь «В память избавления от покушения на жизнь Государя Императора и Царствующего Дома».
В 1899 году в Ям-Ижоре было 122 двора и проживал 1051 человек.
В конце XIX — начале XX века волостной центр, слобода Ям-Ижора административно относилась к Ижорской волости 2-го земского участка 1-го стана Царскосельского уезда Санкт-Петербургской губернии.
В 1913 году Ям-Ижора насчитывала 176 дворов.
С 1917 по 1923 год село Ям-Ижора входило в состав Ям-Ижорского сельсовета Ижорской волости Детскосельского уезда.
С 1923 года в составе Ульяновской волости Троцкого уезда.
Согласно данным переписи населения СССР 1926 года в селе Ям-Ижоры проживали 1065 человек — большинство русские, а также татары и латыши.
С февраля 1927 года в составе Октябрьского сельсовета. С августа 1927 года в составе Колпинского района. .
С 1930 года в составе Тосненского района.
По данным 1933 года село Ям-Ижора являлось административным центром Ям-Ижорского сельсовета Тосненского района, в который входили 3 населённых пункта: деревня Мокколово, выселок Колпинская-Немецкая и само село Ям-Ижора, общей численностью населения 2102 человека.
По данным 1936 года в состав Ямъижорского сельсовета входили 3 населённых пункта, 678 хозяйств и 2 колхоза.

Село Ям-Ижора на карте 1941 года

Согласно топографической карте РККА 1941 года село насчитывало 191 двор. В селе находились почта, церковь и сельсовет.
С 29 августа 1941 по 3 августа 1942 года была временно захвачена немецкими войсками и сильно пострадала при освобождении. В бою за Ям-Ижору погиб композитор Арутюн Оганесян.
С 1945 года в составе Красноборского поссовета.
С 1963 года Красноборский поссовет подчинён Тосненскому горсовету.
По данным 1966 и 1973 годов деревня Ям-Ижора находилась в составе Красноборского поссовета.
По данным 1990 года деревня Ям-Ижора входила в состав Тельмановского сельсовета.
В 1997 году в деревне Ям-Ижора Тельмановской волости проживали 152 человека, в 2002 году — 145 человек (русские — 99 %).
В 2007 году в деревне Ям-Ижора Тельмановского СП — 168 человек.

## География
Находится в северной части района на реке Ижора при пересечении её федеральной автодорогой М10 (E 105) «Россия» («Московское шоссе»).
Расстояние до административного центра поселения — 3,1 км.

## Население
| 1862 | 2007 | 2010 | 2017 |
| ---- | ---- | ---- | ---- |
| 848  | ↘168 | ↘103 | ↗179 |

## Транспорт
До Ям-Ижоры идут автобусы от Санкт-Петербурга ( Купчино) и Колпино.

## Инфраструктура
В деревне имеется мотель и магазин автозапчастей.

## Достопримечательности
В деревне расположен обелиск советским воинам, погибшим во время Великой Отечественной войны.

## Улицы
Ленинградская, Ленинградская 2-я, Набережная, Павловская, Пушкинская, Тельмана.